# مییکوواتس (گاجین خان)
مییکوواتس (به صربی: Miljkovac) یک منطقهٔ مسکونی در صربستان است که در Gadžin Han واقع شده‌است.